# EuroVelo 4
L’EuroVelo 4 (EV 4), detta anche «la strada dell'Europa centrale», è una pista ciclabile parte della rete del programma europeo EuroVelo. Lunga 4.000 chilometri, unisce Roscoff in Francia a Kiev in Ucraina.